# سمولنه پتسه
سمولنه پتسه (به لاتین: Smolné Pece) یک منطقهٔ مسکونی در جمهوری چک است که در ناحیه کارلووی واری واقع شده‌است. سمولنه پتسه ۶٫۴۴ کیلومتر مربع مساحت و ۱۲۹ نفر جمعیت دارد و ۵۱۸ متر بالاتر از سطح دریا واقع شده‌است.